# Belur, Gubbi
Belur là một làng thuộc tehsil Gubbi, huyện Tumkur, bang Karnataka, Ấn Độ.